# Lubuk Damar
Lubuk Damar is een bestuurslaag in het regentschap Aceh Tamiang van de provincie Atjeh, Indonesië. Lubuk Damar telt 1512 inwoners (volkstelling 2010).